# Jul i Haiti
Jul i Haiti präglas av att man i början av december försöker hitta en julgran, även om plastgranar blivit allt vanligare. Hemmen pyntas, och nedanför granen ställs ofta julkrubban.
På julaftons kväll ställer barnen fram sina nytvättade skor, och fyller dem med halm. Enligt sägen är det Jultomten som ersätter halmen med julklappar.
Många hem står öppna till klockan 03.00, och ljusen står tända. Barnen tillåts ofta gå ut mitt i natten, och det är inte alltid föräldrarna vet var de är nästa morgon, då äldre barn förväntas ta hand om yngre.
Många går på midnattsmässan i kyrkan, och en populär tradition är att gå ut och sjunga julsånger. Efter gudstjänsten kommer man hem och äter julens huvudmåltid.
På juldagen sover många länge, efter nattens firande. Man äter dock mycket, och barnen leker med de leksaker de fått i julklapp.